# Salomonov hram
Salomonov hram, poznat i kao Prvi hram (hebrejski: בַּיִת רִאשׁוֹן, Bayyit Rīšōn, što znači "Prvi hram"), bio je biblijski hram u Jeruzalemu za koji se vjeruje da je postojao između 10. i 6. stoljeća prije Krista. Njegov opis temelji se uglavnom na pričama iz hebrejske Biblije, prema kojima ga je dao sagraditi biblijski kralj Salomon. Hram je uništen 587. godine prije Krista, tijekom opsade Jeruzalema koju je predvodio Nabukodonosor II. iz Novobabilonskog Carstva. Iskapanja na Brdu hrama nisu dopuštena, a do danas nisu pronađeni nedvosmisleni ostaci uništenog hrama. Većina suvremenih znanstvenika slaže se da je Prvi hram doista postojao na Brdu hrama u Jeruzalemu u vrijeme babilonske opsade, iako postoje značajne rasprave oko točnog vremena njegove gradnje i identiteta graditelja.
Hebrejska Biblija, posebno u Knjigama kraljeva, donosi detaljan prikaz izgradnje Hrama, koju je naredio Salomon, pretposljednji vladar ujedinjenog Kraljevstva Izraela. Salomonu se pripisuje i postavljanje Kovčega Saveza u Svetinju nad svetinjama, najskrovitiji i bezprozorski prostor unutar Hrama. Ulazak u Svetinju nad svetinjama bio je strogo ograničen – samo je Veliki svećenik Izraela imao pravo pristupa, i to jednom godišnje, na blagdan Dan pomirenja, noseći krv žrtvovanog janjeta i kadeći tamjanom. Osim što je bio mjesto bogoslužja, Prvi hram služio je i kao mjesto okupljanja Židova. Uništenje Prvog hrama i babilonsko sužanjstvo doživljavani su kao ispunjenje biblijskih proročanstava te su snažno utjecali na razvoj židovskih religijskih vjerovanja, potičući prijelaz Židova s ranijih oblika politeizma ili monolatrije (kakva se očituje u ranom jahvizmu) na čvrsti monoteizam.
Ranije su mnogi znanstvenici prihvaćali biblijsko izvješće o Salomonovoj izgradnji Hrama kao povijesno točno. No, tijekom 1980-ih godina, sve skeptičniji pristupi biblijskim tekstovima i arheološkim nalazima doveli su do sumnji u postojanje Hrama u Jeruzalemu već u 10. stoljeću pr. Kr. Neki istraživači sugeriraju da je Salomonov prvotni Hram bio skromne veličine te da je naknadno proširen. Izravni arheološki dokazi o postojanju Salomonova hrama zasad nisu pronađeni. Zbog velike vjerske i političke osjetljivosti, u novije vrijeme nisu provedena arheološka iskopavanja na Brdu hrama. Tijekom iskopavanja u 19. i ranom 20. stoljeću u okolini Brda hrama, nije pronađen nijedan trag Hramskog kompleksa. Ostrakon s natpisom "Kuća Jahvina" iz 6. stoljeća pr. Kr. mogao bi se odnositi na Prvi hram. Također, dva nalaza iz 21. stoljeća na području današnjeg Izraela pokazuju sličnosti sa Salomonovim hramom kako ga opisuje Biblija: model svetišta iz prve polovice 10. stoljeća pr. Kr. pronađen u Khirbet Qeiyafi i hram u Tel Mozti, datiran u 9. stoljeće pr. Kr., smješten u zapadnom dijelu Jeruzalema, u četvrti Motza. Biblijski opis Salomonova hrama pokazuje i sličnosti s nekoliko sirijsko-hetitskih hramova istog razdoblja, otkrivenih na području današnje Sirije i Turske, poput onih u Ain Dari i Tell Tayinatu. 
Nakon povratka Židova iz babilonskog sužanjstva, Salomonov hram bio je zamijenjen Drugim hramom.